# ユウガアジサシ
ユウガアジサシ（優雅足指、学名：Sterna elegans）は、チドリ目カモメ科に分類される鳥類の1種。 